# Lista localităților din Germania - D
| Localitățile din Germania - ghid alfabetic A \| B \| C \| D \| E \| F \| G \| H \| I \| J \| K \| L \| M \| N \| O \| P \| Q \| R \| S \| T \| U \| V \| W \| X-Y \| Z Lista parțială a localităților din Germania - Ultima actualizare: 17.8.2007 |

Daaden |
Daasdorf a. Berge |
Dabel |
Dabergotz |
Daberkow |
Dabrun |
Dachau |
Dachsbach |
Dachsberg (Südschwarzwald) |
Dachsenhausen |
Dachwig |
Dackenheim |
Dackscheid |
Dagebüll |
Dägeling |
Dahlem |
Dahlem |
Dahlem |
Dahlen |
Dahlen |
Dahlenburg |
Dahlheim |
Dahlum |
Dahme |
Dahme/Mark |
Dahmen |
Dahmetal |
Dahmker |
Dahn |
Dahnen |
Dähre |
Daisendorf |
Daiting |
Dalberg |
Dalberg-Wendelstorf |
Daldorf |
Daleiden |
Dalheim |
Dalkendorf |
Dalldorf |
Dallgow-Döberitz |
Dambach |
Dambeck |
Damendorf |
Damerow |
Damflos |
Damlos |
Damm |
Damm |
Dammbach |
Damme |
Dammfleth |
Damnatz |
Damp |
Damscheid |
Damsdorf |
Damshagen |
Dänischenhagen |
Dankerath |
Dankerode |
Dankmarshausen |
Dannau |
Danndorf |
Dannefeld |
Dannenberg (Elbe) |
Dannenfels |
Dannewerk |
Dannstadt-Schauernheim |
Danstedt |
Dargelin |
Dargen |
Dargun |
Darlingerode |
Darmstadt |
Darscheid |
Darstein |
Dasburg |
Dasing |
Dassel |
Dassendorf |
Dassow |
Dätgen |
Datteln |
Dattenberg |
Datzeroth |
Datzetal |
Daubach |
Daubach |
Dauchingen |
Daun |
Dausenau |
Dautmergen |
Dautphetal |
Dauwelshausen |
Daxweiler |
Dechow |
Deckenpfronn |
Dedelstorf |
Dedenbach |
Dederstedt |
Deensen |
Deesbach |
Deesen |
Deetz (Sachsen-Anhalt) |
Deggendorf |
Deggenhausertal |
Deggingen |
Dehlitz (Saale) |
Deidesheim |
Deilingen |
Deimberg |
Deining |
Deiningen |
Deinste |
Deinstedt |
Deisenhausen |
Deißlingen |
Deizisau |
Delbrück |
Delingsdorf |
Delitz am Berge |
Delitzsch |
Dellfeld |
Delligsen |
Dellstedt |
Delmenhorst |
Delve |
Demen |
Demerath |
Demitz-Thumitz |
Demker |
Demmin |
Demsin |
Denkendorf |
Denkendorf |
Denkingen |
Denklingen |
Denkte |
Dennheritz |
Dennweiler-Frohnbach |
Densborn |
Dentlein am Forst |
Denzlingen |
Derenburg |
Derental |
Dermbach |
Dernau |
Dernbach |
Dernbach |
Dernbach (Westerwald) |
Dersau |
Derschen |
Dersekow |
Dersenow |
Dersum |
Desloch |
Despetal |
Dessau-Roßlau |
Dessighofen |
Detern |
Detmold |
Dettelbach |
Dettenheim |
Dettighofen |
Dettingen an der Erms |
Dettingen an der Iller |
Dettingen unter Teck |
Dettmannsdorf |
Dettum |
Detzem |
Deuben |
Deudesfeld |
Deuerling |
Deuna |
Deuselbach |
Deutsch Evern |
Deutschneudorf |
Deutzen |
Dexheim |
Deyelsdorf |
Dhronecken |
Dichtelbach |
Dickel |
Dickendorf |
Dickenschied |
Dickesbach |
Didderse |
Diebach |
Dieblich |
Dieburg |
Diebzig |
Diedorf |
Diedorf |
Diedrichshagen |
Diefenbach |
Diekhof |
Diekholzen |
Diekhusen-Fahrstedt |
Dielheim |
Dielkirchen |
Dielmissen |
Diemelsee |
Diemelstadt |
Dienethal |
Dienheim |
Diensdorf-Radlow |
Dienstweiler |
Diepenau |
Diepholz |
Diera-Zehren |
Dierbach |
Dierdorf |
Dierfeld |
Dierhagen |
Dierscheid |
Diesdorf |
Diespeck |
Dießen a.Ammersee |
Diestelow |
Dietenheim |
Dietenhofen |
Dieterode |
Dietersburg |
Dietersdorf |
Dietersheim |
Dieterskirchen |
Dietfurt an der Altmühl |
Diethardt |
Dietingen |
Dietmannsried |
Dietramszell |
Dietrichingen |
Dietrichsdorf |
Dietzenbach |
Dietzenrode-Vatterode |
Dietzhölztal |
Diez |
Dill |
Dillenburg |
Dillendorf |
Dillingen an der Donau |
Dillingen/Saar |
Dillstädt |
Dimbach |
Dingdorf |
Dingelstädt |
Dingen |
Dingolfing |
Dingolshausen |
Dingsleben |
Dinkelsbühl |
Dinkelscherben |
Dinklage |
Dinslaken |
Dintesheim |
Dippach |
Dipperz |
Dippoldiswalde |
Dirlewang |
Dirmstein |
Dischingen |
Dissen am Teutoburger Wald |
Dissen-Striesow |
Ditfurt |
Ditscheid |
Dittelbrunn |
Dittelsheim-Heßloch |
Dittenheim |
Dittersdorf |
Dittweiler |
Ditzingen |
Divitz-Spoldershagen |
Dobberkau |
Dobbertin |
Dobbin-Linstow |
Dobel |
Döbeln |
Doberlug-Kirchhain |
Döbern |
Doberschau-Gaußig |
Doberschütz |
Dobersdorf |
Dobin am See |
Dobitschen |
Döblitz |
Döbris |
Döbritschen |
Dobritz |
Döbritz |
Dockendorf |
Dockweiler |
Dodenburg |
Dogern |
Döhlau |
Dohma |
Dohm-Lammersdorf |
Dohna |
Dohr |
Dohren |
Dohren |
Döhren |
Dolgen am See |
Dolgesheim |
Dolle |
Dollern |
Dollerup |
Dollnstein |
Dollrottfeld |
Döllstädt |
Dombühl |
Domersleben |
Dömitz |
Dommershausen |
Dommitzsch |
Domnitz |
Domsühl |
Donaueschingen |
Donaustauf |
Donauwörth |
Dönitz |
Donndorf |
Donnersdorf |
Donsieders |
Donzdorf |
Dörentrup |
Dorf Mecklenburg |
Dorfchemnitz |
Dorfen |
Dorfhain |
Dörfles-Esbach |
Dorfprozelten |
Dormagen |
Dormettingen |
Dormitz |
Dörnberg |
Dornbock |
Dornburg |
Dornburg/Saale |
Dorndorf |
Dorndorf-Steudnitz |
Dorn-Dürkheim |
Dornhan |
Dornheim |
Dornholzhausen |
Dörnick |
Dörnitz |
Dornstadt |
Dornstedt |
Dornstetten |
Dornum |
Dörpen |
Dörphof |
Dörpling |
Dörpstedt |
Dörrebach |
Dörrenbach |
Dörrmoschel |
Dörscheid |
Dörsdorf |
Dorsel |
Dorsheim |
Dorst |
Dorstadt |
Dorsten |
Dörth |
Dortmund |
Dorum |
Dörverden |
Dörzbach |
Döschnitz |
Döschwitz |
Dößel |
Dossenheim |
Dötlingen |
Dotternhausen |
Döttesfeld |
Drachhausen |
Drachselsried |
Drackenstedt |
Drackenstein |
Drage |
Drage |
Drage |
Dragensdorf |
Dragun |
Drahnsdorf |
Drakenburg |
Drangstedt |
Dransfeld |
Dranske |
Dreba |
Drebach |
Drebber |
Drebkau |
Drebsdorf |
Drechow |
Drees |
Dreetz |
Dreetz |
Dreggers |
Drehnow |
Dreieich |
Dreifelden |
Dreiheide |
Dreikirchen |
Dreileben |
Dreis |
Dreisbach |
Dreis-Brück |
Dreisen |
Dreitzsch |
Drelsdorf |
Drensteinfurt |
Drentwede |
Dreschvitz |
Dresden |
Drestedt |
Drewelow |
Drewitz |
Driedorf |
Driftsethe |
Dröbischau |
Drochtersen |
Drogen |
Drognitz |
Drohndorf |
Drolshagen |
Drosa |
Droßdorf |
Droyßig |
Drübeck |
Druxberge |
Düben |
Düchelsdorf |
Ducherow |
Duchroth |
Duckow |
Dudeldorf |
Düdenbüttel |
Dudenhofen |
Duderstadt |
Duggendorf |
Duingen |
Duisburg |
Dülmen |
Dümmer |
Dummerstorf |
Dümpelfeld |
Dünfus |
Düngenheim |
Dunningen |
Dünsen |
Dunsum |
Dunum |
Dünwald |
Dunzweiler |
Duppach |
Durach |
Durbach |
Dürbheim |
Durchhausen |
Düren |
Durlangen |
Dürmentingen |
Durmersheim |
Dürnau |
Dürnau |
Dürrhennersdorf |
Dürrholz |
Dürrlauingen |
Dürrröhrsdorf-Dittersbach |
Dürrwangen |
Düsedau |
Düsseldorf |
Duvensee |
Düvier |